# Bokito (Kamerun)
Bokito ist eine Stadt mit gut 40.000 Einwohnern in Kamerun im Departement Mbam-et-Inoubou in der Region Centre.

## Geographie
Die Stadt befindet sich in 508 m Höhe rund 100 km nordwestlich von Kameruns Hauptstadt Yaoundé. In etwa 30 Kilometer Entfernung fließt der Mbam östlich einem Halbkreis von Bafia im Nordosten bis Ebebda im Süden um die Stadt. Etwa 50 Kilometer westlich liegt Ndom.

## Bevölkerung
In Bokito leben überwiegend Angehörige der Yambassa. Im Dorf Batanga südwestlich wird Hijuk gesprochen.

## Partnerstadt
Bokito unterhält seit 1980 eine Gemeindepartnerschaft mit Granby in  Québec, Kanada.